# Ibirapema

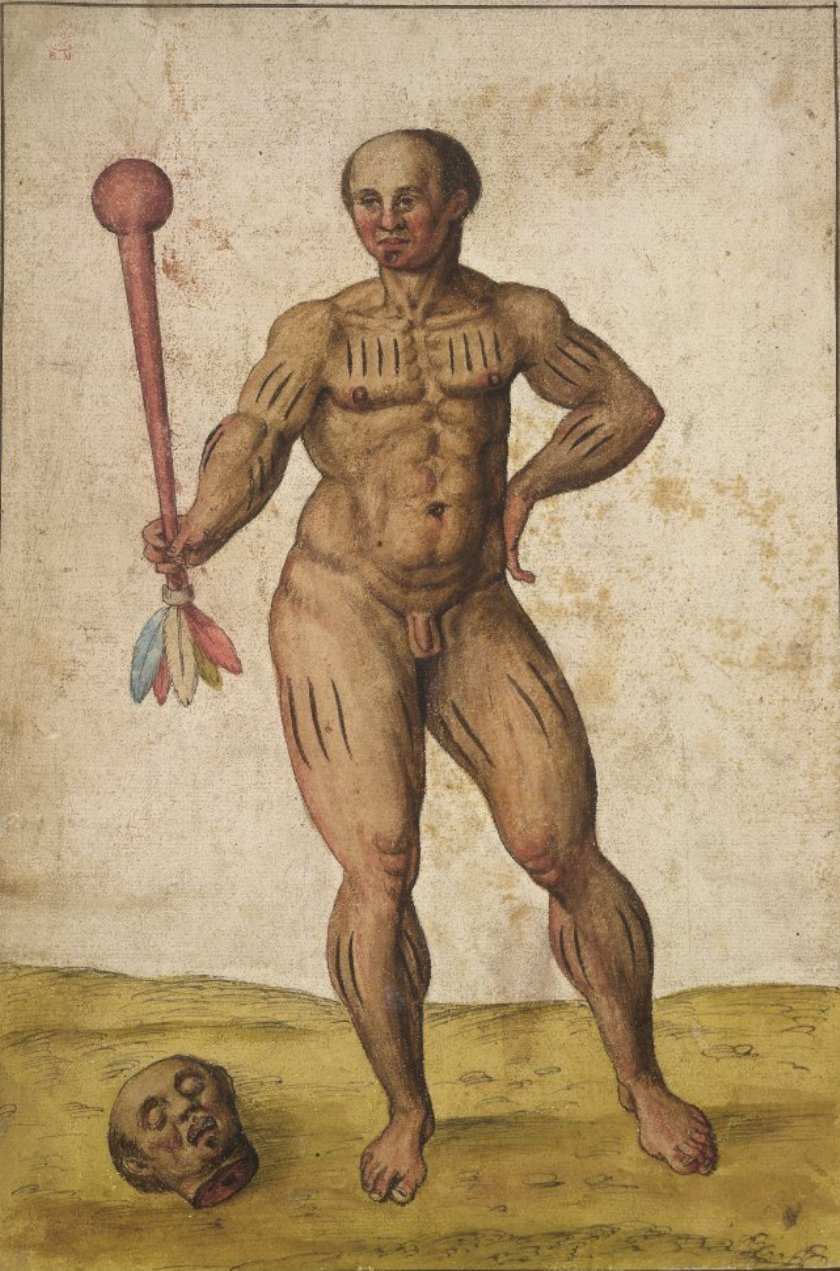
Gravura retratando um tupinambá portando um ivirapema

Ibira-pema, ivirapema, ivirapeme, tacape ou tangapema era o porrete de madeira com que os tupis que habitavam a maior parte do litoral brasileiro no século XVI matavam seus prisioneiros de guerra. Media mais de uma braça de comprimento. Costumava ser pintado e decorado com penas.

## Descrição do seu uso
O prisioneiro, após passar um período cativo durante o qual era alimentado e cuidado por uma moça da tribo (com a qual tinha, por vezes, filho, o qual seria, posteriormente, devorado pela tribo), era, no dia escolhido para o sacrifício, amarrado com uma corda chamada muçurana ou maçarana.
Seguia-se, então, um diálogo ritual, no qual o algoz, portando a ibira-pema, dizia, ao prisioneiro amarrado com a muçurana: "vou matá-lo, pois seu povo matou e comeu muitos de meu povo". O sacrificando respondia, então: "meus parentes me vingarão". Então o algoz desferia um golpe com a ibira-pema na nuca do sacrificando, fazendo jorrar seu cérebro. O corpo era, então, esquartejado e devorado pelos membros da tribo e por membros de tribos vizinhas que haviam sido convidadas para o ritual antropofágico. 

## Etimologia
"Ivirapema" deriva do tupi ïbï rá pema, que significa "pau trançado". "Tacape" deriva do tupi taka'pem. "Tangapema" deriva do tupi itangapema.